# Le case vogliono dire
Le case vogliono dire è un libro di Umberto Fiori, pubblicato da Manni Editori nel 2023, nella collana “La pantera profumata” diretta da Antonio Prete.
L'autore ripercorre la propria vita, a partire dalla giovinezza, quando entrò a far parte del gruppo rock Stormy Six, fino alla svolta poetica del 1983, quando il gruppo di sciolse ed egli iniziò a pubblicare opere in versi. Fiori riflette sulla propria poetica, soffermandosi sui punti focali nei quali si manifestano le ragioni formali del suo modo di ragionare poetico.

## L'opera
In quest'opera, l'autore esplora il proprio percorso personale attraverso la poesia, iniziando dall'epoca della formazione e procedendo a esaminare le diverse raccolte poetiche. In questa analisi, emergono i principali elementi che sottendono alla sua pratica poetica, focalizzandosi particolarmente sul concetto di "case" e sul loro simbolismo.
Le case, in questa riflessione, assumono il ruolo di metafora dell'ovvio e dell'apparenza, rappresentando ciò che è immediatamente visibile e incontrovertibile nella vita quotidiana. Tuttavia, oltre a questa superficie apparentemente banale, le case incarnano anche un'interrogazione sull'interiorità.
L'autore suggerisce che dietro l'apparenza delle facciate si nasconde una profondità che richiama l'attenzione verso l'interiorità e il ruolo della voce individuale. Per Fiori, la voce rappresenta il limite entro il quale si manifesta ogni intenzione letteraria, delineando così i confini del pensiero poetico.
Nelle poesie dell'autore, quando queste non si limitano a descrivere scene esterne, emerge un io impersonale, una sorta di soggetto collettivo che riflette l'esperienza comune dell'essere umano. Questo io impersonale si esprime attraverso una lingua che, nella sua normalità, trova spazio per manifestarsi oltre i confini dell'apparenza.

## Stile
Il poeta utilizza un registro linguistico che si distingue per la sua asprezza, evidenziando una predisposizione verso un'espressione argomentativa caratterizzata da toni spigolosi e, talvolta, bruschi. L'adozione di tale tonalità conferisce un tratto distintivo alla sua presa di posizione, rivelandosi pertanto come un elemento significativo all'interno della sua poetica.
Il tono, osservato con distacco, assume una funzione retorica multiforme: oltre a consentire la coesistenza di punti di vista divergenti, favorisce la creazione di un'ampia gamma di sfumature concettuali e aumenta l'efficacia comunicativa complessiva. Questo artificio retorico si complica ulteriormente nel delineare un autoritratto del poeta come figura ruvida, il quale, nonostante la sua apparente durezza, si rivela suscettibile all'imprevedibile.
L'obiettivo è quello di evitare che il discorso segua una traiettoria monologica lineare e monotona.
Le conclusioni a cui il testo sembra giungere sono presentate con una certa distanza emotiva, consentendo così di preservare la loro natura pluralistica e offrendo al lettore la libertà di condividere o meno tali conclusioni.